# Меморіальний музей-гауптвахта Тараса Шевченка
Меморіа́льний музе́й-гауптва́хта Тараса́ Шевче́нка — меморіальний музей Тараса Шевченка в місті Оренбург (Росія) розташований за адресою вул. Совєтська, 24.
Музей відкритий до 175-річчя з дня народження Кобзаря у 1989 році. Гауптвахта побудована в будинку, зведеному в 1843 році «для канцелярій Управлінь з інженерної частини і генштабу при Оренбурзькому окремому корпусі». Станом на 2020-ті рр. будівлю займає школа № 30. Сюди 27 квітня 1851 був поміщений заарештований за участь у Кирило-Мефодіївському братстві поет і художник Тарас Григорович Шевченко.
В експозиції відтворена обстановка гауптвахти XIX століття. Камера, в якій утримували Шевченка, караульне приміщення. Для «арештантської кімнати, — як повідомляється в архівних документах, — сковано з шинного заліза у вікна дві решітки заввишки і шириною 1 аршин 10 вершків, вагою в 7—37 пудів». Ці вікна зображені на малюнку Шевченка «У в'язниці» із серії «Покарання в Росії». Справжній вхід в гауптвахту з головної вулиці, перетворений зараз у вікно, охороняє манекен козака в повній амуніції.
У великому експозиційному залі показані етапи нелегкої долі Тараса Шевченка: документи про перебування поета в різні роки — в Орську (1847–1848 роки), Аральської експедиції (1848–1849 роки), «Оренбурзької зими» 1849–1850 роки і 7 роках перебування в Новопетровському укріпленні на півострові Мангишлак.
В Оренбурзі Шевченко, натхненний участю в науковій експедиції, пише і створює портрети мешканців міста: дружини губернатора Матільди Обручевої, подружжя квартирмейстера Олени Бларамберг, поміщика Племяннікова та інших. Це і стало приводом для арешту: йому особистою вказівкою Миколи I було заборонено писати і малювати.
Щорічно в музеї проходять «Шевченківський березень», засідання українського товариства, діє школа української мови, збирається художня самодіяльність української діаспори.